# Police Quest III: The Kindred
Police Quest III: The Kindred (también conocido como Police Quest III) es un videojuego de aventuras policial de procedimiento point-and-click de 1991, desarrollado y distribuido por Jim Walls y Sierra On-Line. Es la tercera entrega en la serie Police Quest. El juego finaliza la historia del oficial de policía Sonny Bonds, quien busca venganza luego de que su esposa es atacada por un asaltante desconocido.
Police Quest III fue bien recibido por los críticos y ha vendido bien. Una secuela, Police Quest: Open Season, fue lanzada en 1993, pero contó con una historia y escenario completamente distintos.

## Jugabilidad
Police Quest III utiliza una interfaz point and click común en los juegos de aventura de la época. El mouse es utilizado para elegir e interactuar con los objetos del mundo del juego y del inventario del jugador, además de controlar al protagonista por los diferentes escenarios. En gran parte, el jugador es capaz de tomarse su tiempo examinando pistas y resolviendo puzles, aunque también existen secuencias de combate por tiempo, donde el jugador deberá acceder a su arma y utilizarla para dispararle al sospechoso antes de que este le dispare.
El juego también dispondrá de un minijuego de manejo manual cada vez que el jugador viaje de una ubicación a otra; es semejante al del Police Quest original, aunque la interfaz ha sido simplificada y optimizada. Para completar las secuencias de manejo, el jugador deberá consultar un mapa impreso empaquetado con el juego, un elemento de jugabilidad introducido con la intención de combatir la piratería. También existen varios puntos en el juego en los que, tras arrestar a un sospechoso, se debe dar un código de cinco dígitos que se encuentra disponible únicamente en el manual físico del juego.

## Trama
En 1991, Sonny Bonds regresa a la ciudad de Lytton, California, con su nueva esposa Marie Bonds y reasume su posición anterior como oficial en el departamento de policía de Lytton, siendo promovido a sargento gracias a su experiencia y antigüedad. En su primer día de vuelta, Bonds es asignado a patrullar debido a un problema de falta de personal, y atiende un llamado que involucra a un hombre mentalmente inestable. Bonds se preocupa por la oficial Pat Morales, quien ha recibido numerosas quejas por su comportamiento y actitud. Antes de que su turno pueda terminar, Bonds es despachado a un apuñalamiento en un centro comercial, y se horroriza al enterarse de que la víctima es Marie, quien sobrevive al ataque pero queda en coma. Bonds jura vengarse contra los atacantes no identificados de Marie.
Al día siguiente, Bonds es asignado a la división de homicidios para investigar una conexión entre el asalto y otro apuñalamiento, pero se sorprende al ver a Morales trabajando con él en el caso como su nueva compañera. Al investigar la evidencia y el apuñalamiento previo, Bonds lo conecta con un crimen sin resolver, donde la víctima tiene un pentagrama tallado en su cuerpo tras su muerte. Con ayuda de un testigo, Bonds identifica al sospechoso como Steve Rocklin, cuyos antecedentes incluyen una relación con un culto que trafica cocaína. Unos días después, Bonds y Morales son llamados a investigar un cadáver en un callejón, y determinan que es un asesinato relacionado con su investigación. Sospechando que el culto puede ser relevante y que Rocklin es el asesino, Bonds y Morales predicen dónde atacará nuevamente, y evitan otro asesinato. Bonds y Morales persiguen a Rocklin, quien finalmente muere en un choque de autos.
Al investigar el motivo de Rocklin por los asesinatos, los protagonistas se dan cuenta de que alguien más está involucrado en los crímenes; además de encontrar cocaína en el auto destrozado de Rocklin, alguien había quemado el hogar de Rocklin antes de que los investigadores pudieran buscar en él. Bonds se entera de que Rocklin tuvo conexiones con el fallecido Jesse Bains y su hermano Michael Bains, y se entera de que es psicótico y extremadamente peligroso. Al mismo tiempo, Bonds comienza a sospechar del comportamiento de Morales, incluyendo una serie de llamados telefónicos sospechosos, y la reporta a asuntos internos tras encontrar parte de la cocaína incautada en su casillero.
Luego de rastrear a Michael a una casa en ruinas, Bonds y Morales adquieren una orden de registro y piden refuerzos antes de intentar allanar la casa, venciendo a Michael y los miembros del culto. De pronto, Morales se rebela contra Bonds y lo retiene a punta de pistola, pero es rápidamente disparada por un detective de asuntos internos, quien revela que habían estado monitoreando a Morales desde su reporte. Tras concluir el caso, Bonds visita a Marie en el hospital, donde recupera el conocimiento y anuncia que se encuentra embarazada con su primer hijo.

## Desarrollo
Lanzado en 1991 para la SCI versión 1, Police Quest III se controla enteramente con mouse. Fue lanzado únicamente para la IBM PC y la Amiga. Durante las últimas etapas del desarrollo del juego, Jim Walls dejó Sierra por ciertas «circunstancias». La empleada de Sierra, Jane Jensen, terminó la escritura de Police Quest III, y el exjefe del departamento de policía de Los Ángeles, Daryl F. Gates, fue nombrado para dirigir la serie de Police Quest. Walls, junto a varios exempleados de Sierra, diseñaría Blue Force.

## Recepción
Los primeros cuatro juegos de Police Quest acumularon 850.000 copias vendidas para fines de 1995. Sin embargo, Markus Crichel de PC Games señaló que «el interés de parte del gamer cayó levemente» con Police Quest: Open Season, lo que llevó a Sierra On-Line a experimentar con una nueva dirección para la serie con Police Quest: SWAT. De acuerdo con Sierra, las ventas combinadas de la serie de Police Quest (incluyendo SWAT) sobrepasaron las 1,2 millones de unidades para finales de marzo de 1996.
Computer Gaming World llamó a Police Quest III «lo mejor de la serie hasta ahora», declarando que la interfaz no escrita mejoró mucho la jugabilidad. Amiga User International elogió los gráficos y el realismo de la versión de Amiga y le dio al juego un puntaje de 91%. Al analizar la versión de PC, Zero aclamó igualmente los gráficos y el realismo, pero criticó los tiempos de carga largos al moverse de una ubicación a otra y la precisión exigida por los controles, dándole al juego un puntaje total de 79%. En 1992, Dragon le dio al juego 2 de 5 estrellas.